# Antiblemma linens
Antiblemma linens är en fjärilsart som beskrevs av Felder 1874. Antiblemma linens ingår i släktet Antiblemma och familjen nattflyn. Inga underarter finns listade i Catalogue of Life.